# Balix Lower

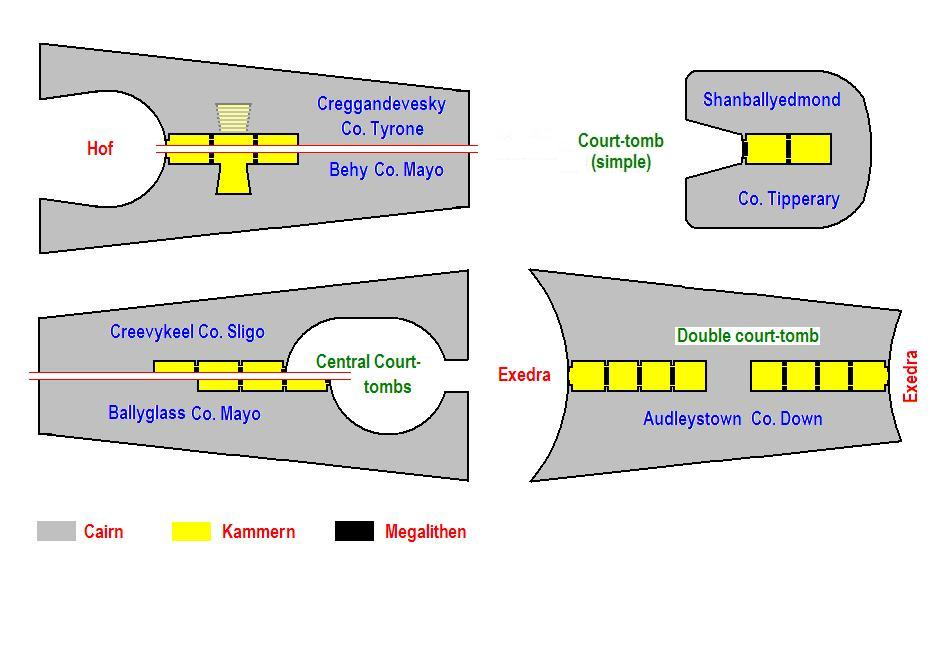
Balix Lower hat etwa die Form von Shanballyedmond – rechts oben

Das Court Tomb von Balix Lower (auch „the white rocks“ genannt) liegt im gleichnamigen Townland (irisch Bealach Íochtar, „unterer Weg“) zwischen Altishane und Plumbridge im County Tyrone in Nordirland. Court Tombs gehören zu den megalithischen Kammergräbern (englisch chambered tombs) in Irland und Großbritannien. Sie werden mit etwa 400 Exemplaren nahezu ausschließlich in Ulster im Norden der Republik Irland beziehungsweise in Nordirland gefunden.
Balix Lower hat einen V-förmigen Hof (englisch court), der in eine Galerie mit ehemals wahrscheinlich zwei Kammern führt, die mit einem spitzen Endstein endet. Die Anlage gehört mit Ballyganner North, Parknabinnia, Shanballyedmond und Teergonean im County Clare und im County Tipperary zu den atypischen Court Tombs, deren Nutzung aber gleichzeitig mit den anderen Court Tombs in Irland zwischen 3700 und 3570 v. Chr. begonnen zu haben scheint.
Das Court Tomb fällt auch wegen des Übergangs zum Galerieeintritt aus dem Rahmen. Der Nordarm der Hofeinfassung führt zu einem Schwellenstein, der Südarm zur Mitte des südlichen Eintrittspfostens.
Etwa 100 Meter südlich liegt das Wedge Tomb von Clogherny Meenerrigal.